# Strada statale 111 di Gioia Tauro e Locri
La strada statale 111 di Gioia Tauro e Locri (SS 111), riclassificata come strada provinciale 1 di Gioia Tauro e Locri (SP 1), è una strada della città metropolitana di Reggio Calabria, importante via di comunicazione tra le coste tirrenica e ionica reggine. 

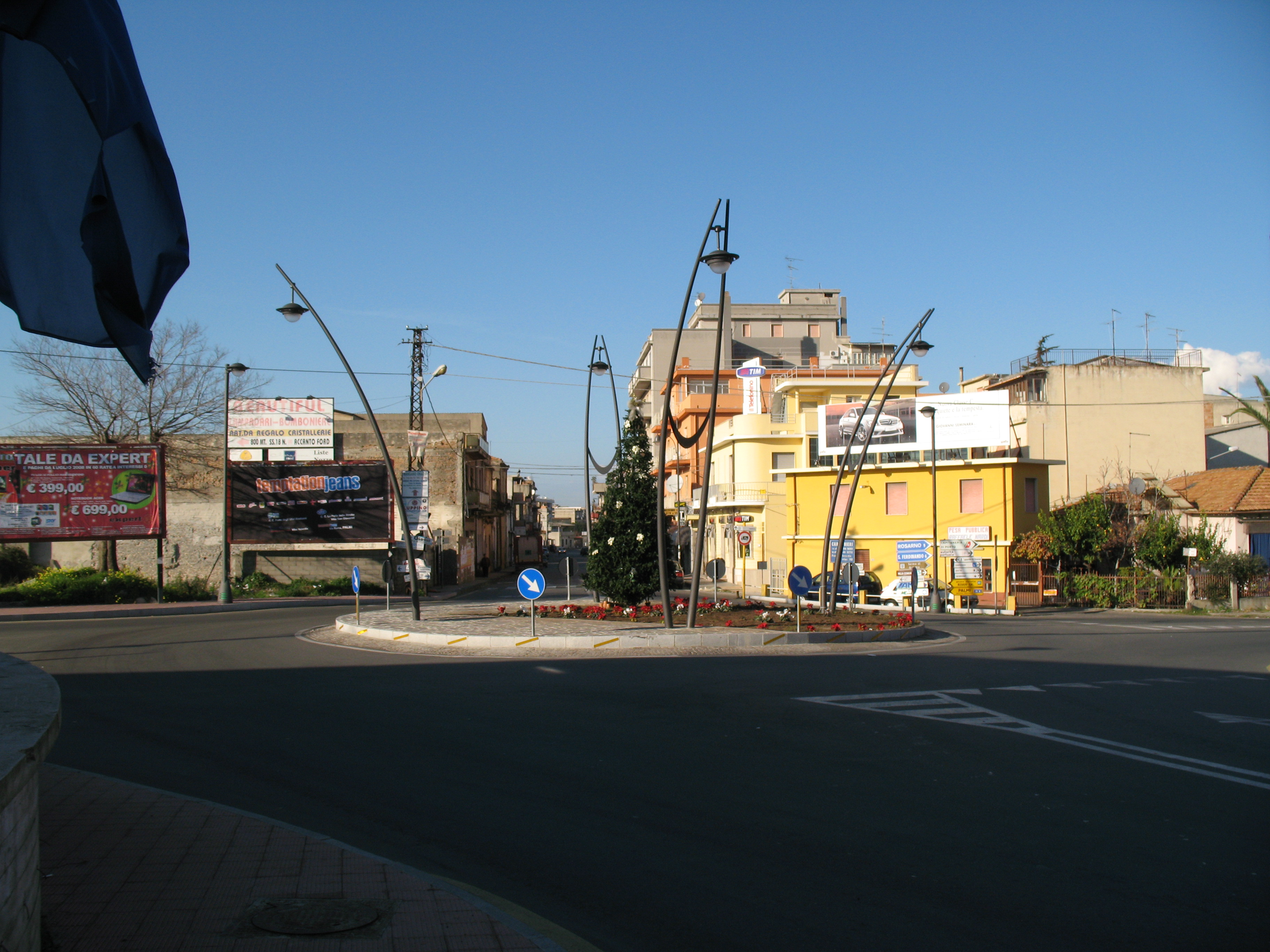
Gioia Tauro, rotonda (conosciuto come quadrivio) all'intersezione con la strada statale 18

## Storia
(Repaci '70 e la cultura italiana, pag. 426-429, Costanzi Editore, Roma, 1968)
Conosciuta in dialetto come Venova, la costruzione fu iniziata in epoca borbonica. Fu la prima strada calabrese a collegare i due mari, Tirreno e Ionio, partendo dal comune di Gioia Tauro per raggiungere il comune di Locri. Nel 1874 il tratto aspromontano risultava in pessime condizioni. Successivamente fu trascurata fin quasi all'inizio del XX secolo. Nel 1904 vengono attestate altre spese. Oggi è meno usata in conseguenza dell'apertura della S. G. C. SS 682 Jonio-Tirreno (Gioiosa J.-Rosarno) ma rimane molto interessante paesaggisticamente.

## Percorso
Il percorso della strada si diparte dalla strada statale 18 incrociando successivamente l'autostrada A2, allo svincolo di Gioia Tauro, snodandosi inizialmente attraverso la Piana di Gioia Tauro fino a Cittanova dopodiché si inerpica sull'Aspromonte (attraversando l'omonimo parco) raggiungendo i Piani della Melia e infine ridiscende verso la costa ionica dove si congiunge con la strada statale 106, presso Locri. Attraversa il territorio dei seguenti comuni: Gioia Tauro, Rizziconi (non attraversa l'abitato), Taurianova, Cittanova, Canolo, Gerace e infine Locri. Il tratto coperto ha una lunghezza di 55 chilometri.
Ne esiste una diramazione (SP 1 dir, in precedenza SS 111 dir) che da Taurianova raggiunge l'innesto con la strada statale 112 d'Aspromonte (riclassificata strada provinciale 2 di Bagnara Calabra e Bovalino) nel territorio Santa Cristina d'Aspromonte attraversando i comuni di Terranova Sappo Minulio, Varapodio e Oppido Mamertina.

## Galleria d'immagini

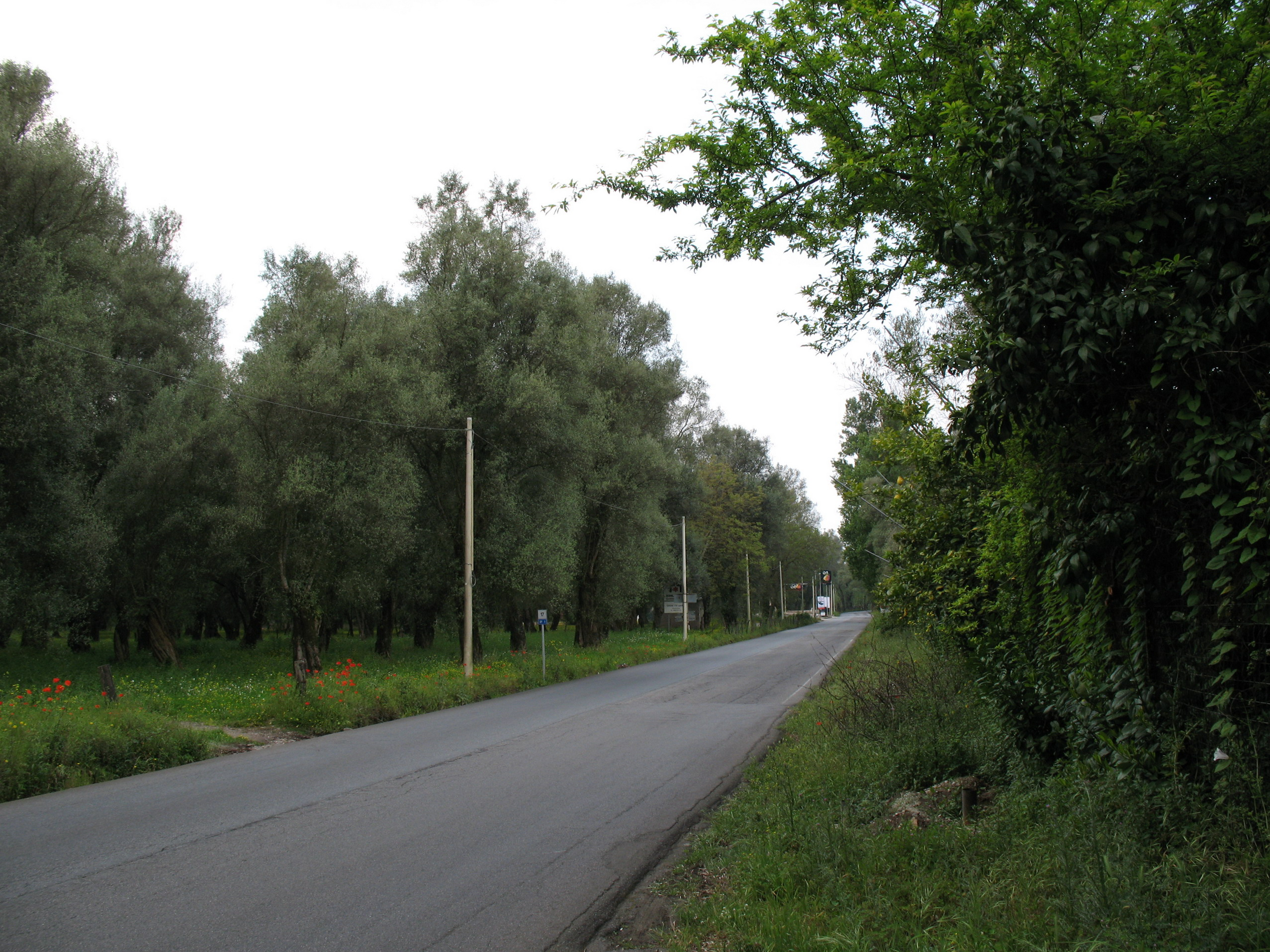
Un tratto della provinciale tra Cittanova e Taurianova
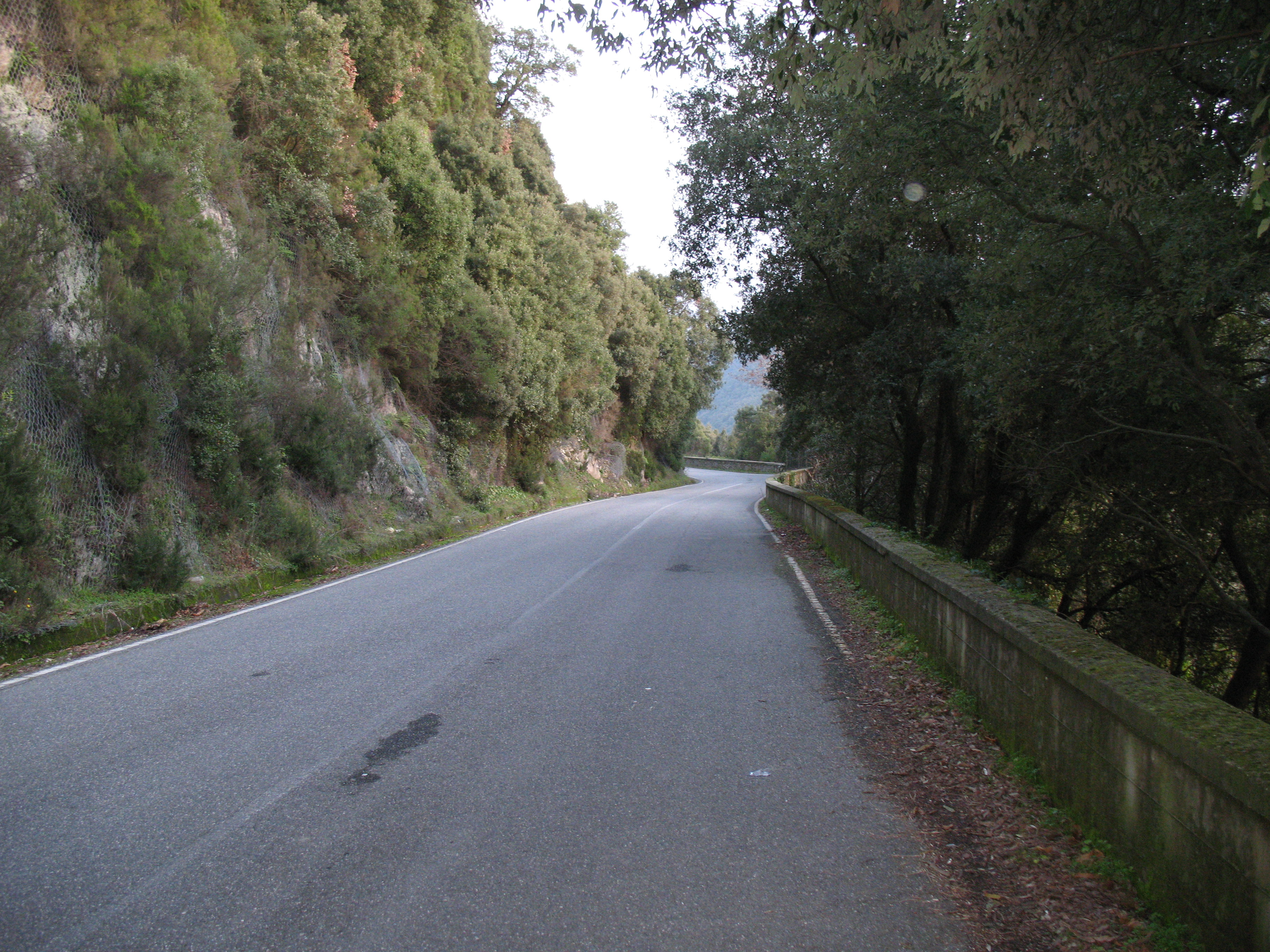
Tratto aspromontano tirrenico
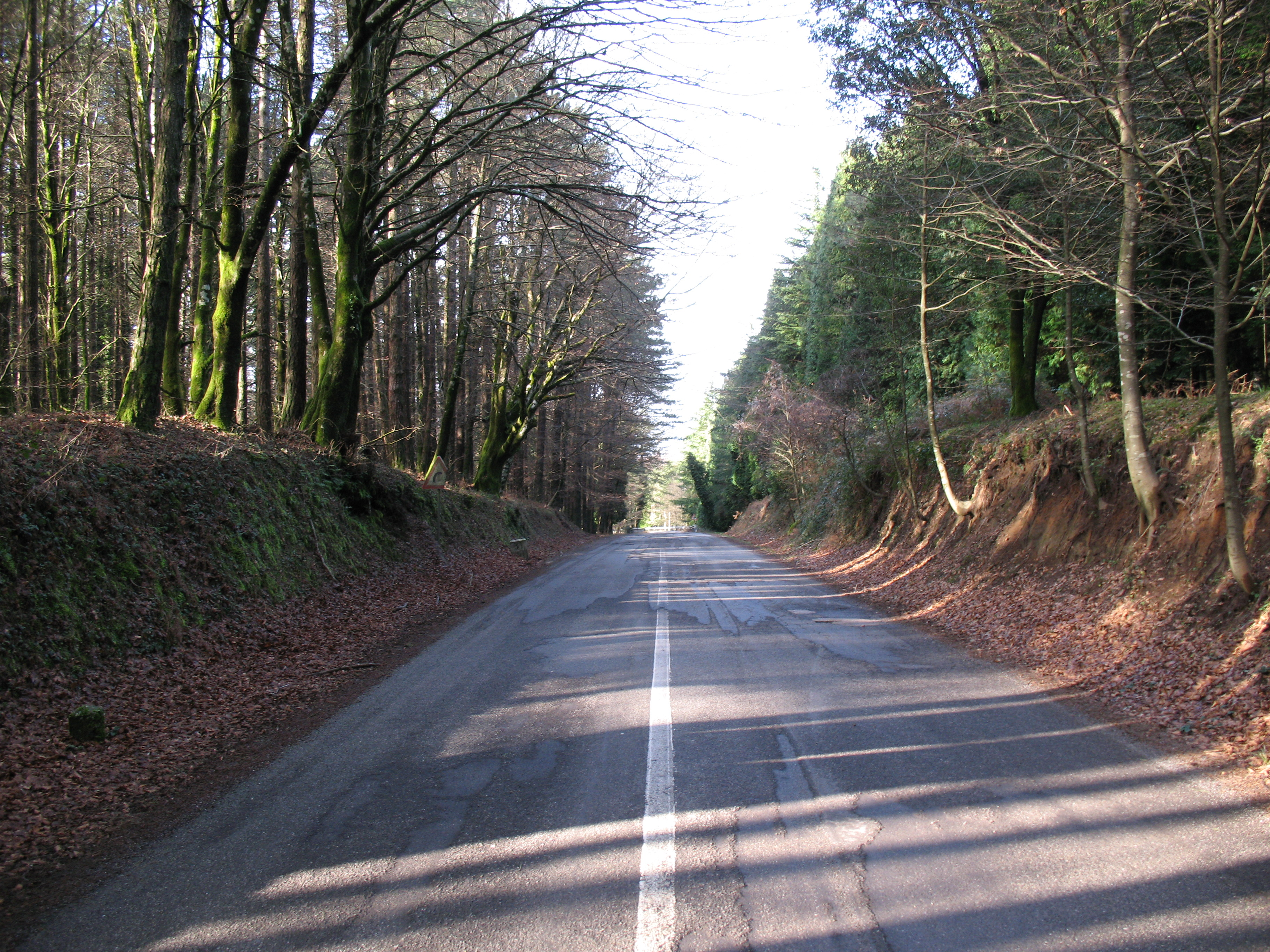
Piani di Zomaro
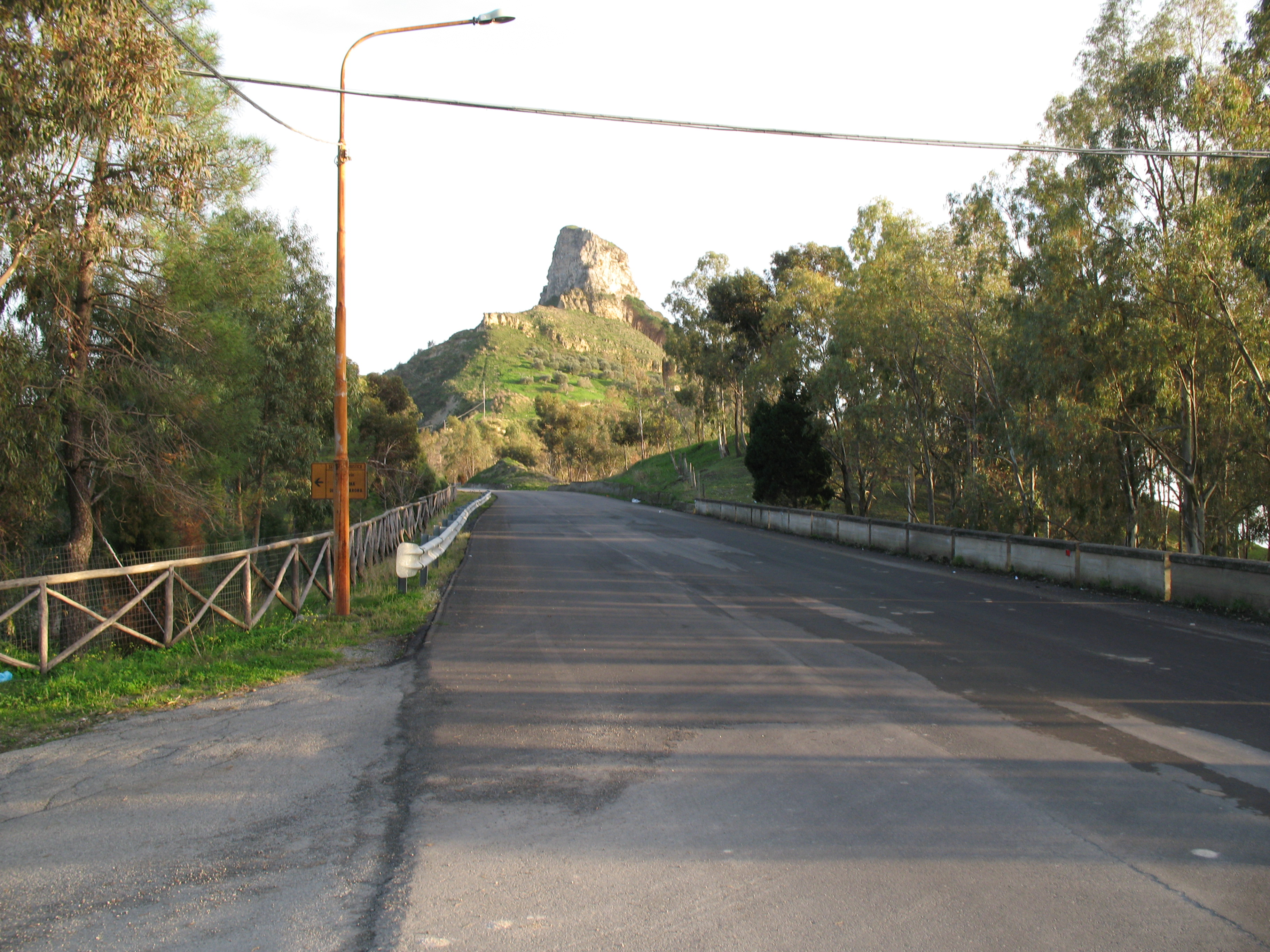
Tratto aspromontano ionico